# Festival d'échecs de Bienne
Le festival d'échecs de Bienne est un tournoi d'échecs qui se déroule chaque été depuis 1968 (habituellement fin juillet) dans la ville suisse de Bienne. Le tournoi open existe depuis 1968 mais le tournoi de grands maîtres n'a débuté qu'en 1976 avec le tournoi interzonal de Bienne.

## Organisation
Le tournoi de Bienne est non seulement la plus grande manifestation échiquéenne en Suisse, mais aussi le troisième festival d'échecs le plus ancien d'Europe après ceux de Hastings et de Wijk aan Zee (la première édition du tournoi de Wijk aan Zee remonte à 1938).
Le festival, qui se tient au Palais des Congrès, au centre-ville, a été créé par Hans Suri, qui l'a dirigé jusqu'en 1997. Aujourd'hui, son organisateur principal est Peter Burri.
Jusqu'en 1997, le tournoi était sponsorisé par le Crédit suisse. Depuis les années 2000, la fondation Accentus (Fonds pour les échecs en Suisse) a sponsorisé plusieurs tournois organisés dans le cadre du festival de Bienne :
- le tournoi féminin en 2004, 2005 et 2006 ;
- le tournoi de grands maîtres en 2011 ;
- le tournoi rapide en 2017.

En 2018, elle apporte son soutien au tournoi des Grands Maîtres qui accueille le champion du monde, Magnus Carlsen.

## Tournois interzonaux organisés à Bienne (1976, 1985 et 1993)
Un tournoi interzonal, qui fait office de sélection pour le championnat du monde d'échecs, s'est déroulé à Bienne à trois reprises : en 1976, 1985 et 1993.

### Interzonal de 1976: Larsen
1er : Bent Larsen (Danemark).
La deuxième place était occupée par Lajos Portisch, Tigran Petrossian et Mikhaïl Tal qui durent disputer un tournoi de départage à Varèse (Tal fut éliminé du cycle des candidats).
- 4e-6e : Vassily Smyslov, Robert Byrne et Robert Hübner ;
- 8e : Ulf Andersson ;
- 9e-11e : István Csom, Efim Geller et Jan Smejkal.

### Interzonal de 1985: Vaganian
1er Rafael Vaganian (URSS).
- 2e : Yasser Seirawan ;
- 3e : Andreï Sokolov ;
- 4e-6e : Nigel Short, John van der Wiel et Eugenio Torre qui durent disputer un tournoi de départage (Short fut qualifié pour le tournoi des candidats de Montpellier) ;
- 7e-9e : Lev Polougaïevski, Ljubomir Ljubojević et Ulf Andersson.

### Interzonal de 1993: Guelfand
1er : Boris Guelfand (Biélorussie)
Le tournoi interzonal de Bienne de 1993 est l'un des tournois organisés en système suisse où le niveau est le plus élevé, avec la présence de Gata Kamsky, Vladimir Kramnik, Viswanathan Anand, Michael Adams, Vassili Ivantchouk, Alexeï Chirov, Judit Polgár, Viktor Kortchnoï, Vassily Smyslov, Veselin Topalov, Lajos Portisch ou encore Aleksandr Khalifman. Il est finalement remporté par Boris Guelfand.

## Festival de Bienne
Après le succès de l'interzonal de 1976,  un tournoi de grands maîtres internationaux se déroule chaque année depuis 1977 à Bienne. Les ténors du top mondial (à l'exception de Garry Kasparov) ont participé à ce tournoi. Le record de victoires est détenu par Maxime Vachier-Lagrave avec quatre victoires devant Anatoli Karpov et Aleksandr Morozevitch (trois éditions remportées chacun). S'y déroulent également un tournoi de Maîtres, un open ouvert à tous les joueurs ainsi que des tournois de jeu rapide et de blitz. En 2007 a été organisée une simultanée contre le GMI israélien, Maxim Rodsthein.

## Palmarès des tournois de grands maîtres de Bienne

### Multiples vainqueurs du tournoi de grands maîtres
4 titres dont trois consécutifs
Maxime Vachier-Lagrave (en 2009, 2013, 2014 et 2015, également premier ex æquo en 2010).
3 titres
- Anatoli Karpov (en 1990, 1992 et 1996)
- Aleksandr Morozevitch (en 2003, 2004 et 2006)
- Lê Quang Liêm (en 2022, 2023 et 2024)

2 titres
- Tony Miles (en 1977 et 1983)
- Viktor Kortchnoï (en 1979 et 2001)
- Boris Guelfand : en 1993 (interzonal) et 2005
- Magnus Carlsen (en 2007 et 2011)

1 titre et une première place ex æquo
- Vlastimil Hort (en 1981 et 1984)
- John Nunn (en 1982 et 1983)
- Boris Goulko (en 1987 et 1988)

### 1977 - 1993
| Édition (festival) Année | Édition (festival) Année                                                                                | Vainqueur(s)                                                                                            | Fédération                                                                                              | Notes |
| ------------------------ | --- | --- | --- | --- |
| 9                        | 1976 | Bent Larsen                                                                                             | Danemark                                                                                                | Tournoi interzonal. Vingt joueurs. 2e-4e : Petrossian, Portisch et Tal |
| 10                       | 1977 | Tony Miles                                                                                              | Royaume-Uni                                                                                             | Seize joueurs. 2e-4e : Ó. Panno, R. Hernandez et U. Andersson |
| 11                       | Pas de tournoi de grands maîtres organisé en 1978, seulement un tournoi open remporté par Carol Partos. | Pas de tournoi de grands maîtres organisé en 1978, seulement un tournoi open remporté par Carol Partos. | Pas de tournoi de grands maîtres organisé en 1978, seulement un tournoi open remporté par Carol Partos. | Pas de tournoi de grands maîtres organisé en 1978, seulement un tournoi open remporté par Carol Partos. |
| 12                       | 1979 | Viktor Kortchnoï                                                                                        | Suisse                                                                                                  | Kortchnoï (12/13) termina avec 4.5 points d'avance sur Heinz Wirthensohn (7,5/13). Le tournoi était également le 79e championnat de Suisse (Wirthensohn champion). Quatorze joueurs. 3e-5e : Partos, Šahović et Unzicker                   |
| 13                       | 1980 | Yehuda Gruenfeld                                                                                        | Israël                                                                                                  | Douze joueurs. 2e-3e : Leonid Chamkovitch et Carlos Cuartas |
| 14                       | 1981 | Eric Lobron (1er) Vlastimil Hort                                                                        | Allemagne de l'Ouest Tchécoslovaquie                                                                    | Quatorze joueurs. 3e : Michael Stean Eric Lobron vainqueur au départage Sonneborn-Berger. Championnat de Suisse individuel. 4e : Heinz Wirthensohn, champion de Suisse.                                                                    |
| 15                       | 1982 | John Nunn (1er) Florin Gheorghiu                                                                        | Royaume-Uni Roumanie                                                                                    | Douze joueurs. 3e : Vlastimil Hort. |
| 16a                      | 1983 | Tony Miles (1er) John Nunn                                                                              | Royaume-Uni                                                                                             | Tony Miles vainqueur au départage. Douze joueurs. Troisième : Andras Adorjan |
| 16b                      | 1983 | Ian Rogers                                                                                              | Australie                                                                                               | Tournoi B de maîtres. Deuxième tournoi fermé organisé en 1983. |
| 17                       | 1984 | Vlastimil Hort Robert Hübner                                                                            | Tchécoslovaquie Allemagne de l'Ouest                                                                    | Hort et Hübner premiers ex æquo au départage Sonneborn-Berger. Douze joueurs. 3e : Kortchnoï. |
| 18                       | 1985 | Rafael Vaganian                                                                                         | Union soviétique                                                                                        | Tournoi interzonal. Dix-huit joueurs. 2e : Seirawan ; 3e : A. Sokolov 4e-6e : Short, Van der Wiel et Torre. |
| 19                       | 1986 | Lev Polougaïevski (1er) Eric Lobron                                                                     | Union soviétique Allemagne de l'Ouest                                                                   | Douze joueurs. Polougaïevski vainqueur au départage. 3e-4e : Cebalo et Hort. |
| 20                       | 1987 | Boris Goulko                                                                                            | États-Unis                                                                                              | Huit joueurs, tournoi à deux tours. 2e : Romanichine |
| 21                       | 1988 | Ivan Sokolov (1er) Boris Gulko                                                                          | Yougoslavie États-Unis                                                                                  | Douze joueurs. 3e-4e : Toukmakov et Eugenio Torre Ivan Sokolov vainqueur au départage. |
| 22                       | 1989 | Vassili Ivantchouk (1er) Lev Polougaïevski                                                              | Union soviétique                                                                                        | Ivantchouk remporta cinq victoires dans la seconde moitié du tournoi après avoir aligné 6 nulles et une défaite. Il est premier au départage Sonneborn-Berger. Huit joueurs, tournoi à deux tours. 3e : Vlastimil Hort ; 4e : Ivan Sokolov |
| 23                       | 1990 | Anatoli Karpov                                                                                          | Union soviétique                                                                                        | L' ex-champion du monde remporte le tournoi lors de sa première participation. Huit joueurs, tournoi à deux tours. 2e : Ulf Andersson ; 3e : Tony Miles.                                                                                   |
| 24                       | 1991 | Alexeï Chirov                                                                                           | Union soviétique                                                                                        | Huit joueurs, tournoi à deux tours. 2e : Bareïev ; 3e-4e : Ulf Andersson et Joël Lautier |
| 25                       | 1992 | Anatoli Karpov                                                                                          | Russie                                                                                                  | Huit joueurs, tournoi à deux tours. Deuxième succès de Karpov, 1,5 point d'avance sur Kiril Georgiev (2e), Tony Miles (3e) ; 4e-5e : Joël Lautier et Aleksandr Beliavski ; 6e : Viktor Kortchnoï                                           |
| 26                       | 1993 | Boris Guelfand                                                                                          | Biélorussie                                                                                             | tournoi interzonal, 73 participants et treize rondes. |

### Depuis 1994
| Édition Année | Édition Année | Vainqueur(s) | Fédération | Participants | Deuxième(s) | Notes |
| ------------- | ------------- | --- | --- | --- | --- | --- |
| 27            | 1994          | Viktor Gavrikov | Suisse | Douze joueurs | Joseph Gallagher Rafael Vaganian | Le plateau du tournoi était d'un niveau inférieur à celui des années précédentes                                                                    |
| 28            | 1995          | Alekseï Dreïev | Russie | 14 joueurs | Alekseï Chirov | 3e-4e : Boris Guelfand et Utut Adianto. |
| 29            | 1996          | Anatoli Karpov (au départage) | Russie | Douze joueurs | Vadim Milov (ex æquo) | Troisième participation et troisième victoire pour Karpov (1er au départage Sonneborn-Berger).                                                      |
| 30            | 1997          | Viswanathan Anand | Inde | Six joueurs (tournoi à deux tours) | Anatoli Karpov | Tournoi jubilé sponsorisé par le Crédit suisse3e : Guelfand ; 4e : Lautier ; 5e : Milov ; 6e : Pelletier                                            |
| 31            | 1998          | Mladen Palac | Croatie | Douze joueurs | Gur Mittelman Jörg Hickl | Le tournoi réunissait un plateau moins prestigieux en raison de la défection du sponsor principal, le Crédit suisse.                                |
| 32            | 1999,         | Jeroen Piket | Pays-Bas | Six joueurs (tournoi à deux tours) | Boris Avroukh | 3e : Onischuk ; 4e : Bologan |
| 33            | 2000          | Peter Svidler | Russie | Six joueurs (tournoi à deux tours) | Ruslan Ponomariov Loek Van Wely | 4e-5e : Milov et Guelfand ; 6e : Gallagher |
| 34            | 2001          | Viktor Kortchnoï | Suisse | Six joueurs (tournoi à deux tours) | Peter Svidler | Kortchnoï remporte le tournoi à 70 ans, vingt-deux ans après sa première victoire. 3e : Boris Guelfand ; 4e-6e : Pelletier, Lautier et Grichtchouk. |
| 35            | 2002          | Ilya Smirin | Israël | Six joueurs (tournoi à deux tours) | Vladislav Tkachiev Alleksandr Dreïev                                                                                                  | |
| 36            | 2003          | Aleksandr Morozevitch | Russie | Six joueurs (tournoi à deux tours) | Étienne Bacrot Ilya Smirin | |
| 37            | 2004          | Aleksandr Morozevitch | Russie | Six joueurs (tournoi à deux tours) | Krishnan Sasikiran | Deuxième victoire consécutive de Morozevitch. 3e-5e : Ponomariov, Bacrot et Pelletier                                                               |
| 38            | 2005          | Boris Guelfand Andriï Volokitine | Israël Ukraine | Six joueurs (tournoi à deux tours) | | Guelfand et Volokitine ex æquo au départage Sonneborn-Berger. 3e : Pelletier 4e-5e : Bauer et Nakamura ; 6e : Carlsen                               |
| 39            | 2006          | Aleksandr Morozevitch | Russie | Six joueurs (tournoi à deux tours) | Magnus Carlsen Teimour Radjabov | Morozevitch signe un troisième succès et égale le nombre de victoires de Karpov.                                                                    |
| 40            | 2007          | Magnus Carlsen (après départages) | Norvège | Dix joueurs | Alexander Onischuk | Carlsen (16 ans) s'impose 3-2 en match de départage devant Onischuk, et devient le plus jeune vainqueur du tournoi.                                 |
| 41            | 2008          | Evgueni Alekseïev (après départages)                                                                                                  | Russie | Six joueurs (tournoi à deux tours) | Leinier Domínguez | Alekseïev s'impose en match de départage |
| 42            | 2009          | Maxime Vachier-Lagrave | France | Six joueurs (tournoi à deux tours) | Vassili Ivantchouk Aleksandr Morozevitch                                                                                              | |
| 43            | 2010          | Fabiano Caruana (après départages) | Italie | Dix joueurs | Nguyễn Ngọc Trường Sơn Maxime Vachier-Lagrave                                                                                         | Caruana s'impose lors des matchs de départages |
| 44            | 2011          | Magnus Carlsen | Norvège | Six joueurs (tournoi à deux tours) | Aleksandr Morozevitch | Troisième : Vachier-Lagrave. |
| 45            | 2012          | Wang Hao | Chine | Six joueurs (tournoi à deux tours) | Magnus Carlsen | 3e- 4e : Nakamura et Giri ; 5e : Bacrot.Morozevitch, malade, est remplacé par Bologan après deux rondes.                                            |
| 46            | 2013          | Maxime Vachier-Lagrave (après départages)                                                                                             | France | Six joueurs (tournoi à deux tours) | Aleksandr Moiseenko (2e) Étienne Bacrot (3e) Ding Liren (4e)                                                                          | Mémorial Breisacher. Vachier-Lagrave s'impose aux départages (4 joueurs).                                                                           |
| 47            | 2014          | Maxime Vachier-Lagrave | France | Six joueurs (tournoi à deux tours) | Radosław Wojtaszek | Mémorial Hans Suri. 3e-5e : Pentala Harikrishna, Anish Giri et Hou Yifan                                                                            |
| 48            | 2015          | Maxime Vachier-Lagrave | France | Six joueurs (tournoi à deux tours) | Radosław Wojtaszek | 3e-4e : David Navara et Michael Adams |
| 49            | 2016          | Pas de tournoi de grands maîtres organisé en 2016, mais un match (classique et rapide) entre Maxime Vachier-Lagrave et Peter Svidler. | Pas de tournoi de grands maîtres organisé en 2016, mais un match (classique et rapide) entre Maxime Vachier-Lagrave et Peter Svidler. | Pas de tournoi de grands maîtres organisé en 2016, mais un match (classique et rapide) entre Maxime Vachier-Lagrave et Peter Svidler. | Pas de tournoi de grands maîtres organisé en 2016, mais un match (classique et rapide) entre Maxime Vachier-Lagrave et Peter Svidler. | Pas de tournoi de grands maîtres organisé en 2016, mais un match (classique et rapide) entre Maxime Vachier-Lagrave et Peter Svidler.               |
| 50            | 2017          | Hou Yifan | Chine | Dix joueurs | Étienne Bacrot | 3e: Pentala Harikrishna |
| 51            | 2018          | Shakhriyar Mamedyarov | Azerbaïdjan | Six joueurs (tournoi à deux tours) | Magnus Carlsen | 3e-4e : Maxime Vachier-Lagrave et Peter SvidlerLe tournoi est soutenu par la fondation Accentus.                                                    |
| 52            | 2019          | Vidit Santosh Gujrathi | Inde | Huit joueurs (tournoi à quatre tours : classique, rapide et deux en blitz)                                                            | Samuel Shankland | 3e : Péter Lékó ; 4e : Parham Maghsoodloo |
| 53            | 2020          | Radosław Wojtaszek | Pologne | Huit joueurs (tournoi à quatre tours : classique, rapide et deux en blitz)                                                            | Pentala Harikrishna | 3e : Michael Adams ; 4e : Vincent Keymer |
| 54            | 2021          | Gata Kamsky | États-Unis | Huit joueurs (tournoi à quatre tours : classique, rapide et deux en blitz)                                                            | Kirill Alekseïenko | 3e : Nihal Sarin ; 4e-5e : Boris Guelfand et Maxime Lagarde                                                                                         |
| 55            | 2022          | Lê Quang Liêm | Vietnam | Huit joueurs (tournoi à quatre tours : classique, rapide et deux en blitz)                                                            | Andreï Essipenko | 3e : Dommaraju Gukesh ; 4e : Nodirbek Abdusattorov 5e : Nihal Sarin ; 6e : Gata Kamsky                                                              |
| 56            | 2023          | Lê Quang Liêm | Vietnam | Huit joueurs (tournoi à quatre tours : classique, rapide et deux en blitz)                                                            | Vincent Keymer | 3e : David Navara |
| 57            | 2024,         | Lê Quang Liêm | Vietnam | Six joueurs | Haïk Martirossian | 3e : Rameshbabu Praggnanandhaa |
| 58            | 2025          | Vladimir Fedosseïev | FIDE | Six joueurs | Aravindh Chithambaram | Saleh Salem |

### Triathlon des échecs (depuis 2019)
| Année | Vainqueur(s) du tournoi de blitz | Vainqueur du tournoi rapide                      | Vainqueur du classement combiné (classique, rapide et blitz) | Vainqueur du tournoi classique |
| ----- | -------------------------------- | ------------------------------------------------ | ------------------------------------------------------------ | ------------------------------ |
| 2019  | Vidit Santosh Gujrathi           | Péter Lékó                                       | Vidit Santosh Gujrathi                                       | Vidit Santosh Gujrathi         |
| 2020  | Radosław Wojtaszek Michael Adams | Radosław Wojtaszek                               | Radosław Wojtaszek                                           | Pentala Harikrishna            |
| 2021  | Nihal Sarin                      | Gata Kamsky                                      | Gata Kamsky                                                  | Gata Kamsky                    |
| 2022  | Gata Kamsky                      | Lê Quang Liêm                                    | Lê Quang Liêm                                                | Lê Quang Liêm                  |
| 2023  | Arjun Erigaisi                   | David Navara Vincent Keymer                      | Lê Quang Liêm                                                | Lê Quang Liêm                  |
| 2024  | Praggnanandhaa                   | Haïk Martirossian                                | Lê Quang Liêm                                                | Lê Quang Liêm                  |
| 2025  | Vladimir Fedosseïev              | (Fide) Vladimir Fedosseïev Aravindh Chithambaram | (Fide) Vladimir Fedosseïev Aravindh Chithambaram             | Saleh Salem                    |

| Année | Vainqueur(s) du tournoi de blitz | Vainqueur du tournoi rapide | Vainqueur du classement combiné (classique, rapide et blitz) | Vainqueur du tournoi classique |
| ----- | -------------------------------- | --------------------------- | ------------------------------------------------------------ | ------------------------------ |
| 2024  | Saleh Salem                      | Alexander Donchenko         | Saleh Salem                                                  | Saleh Salem                    |
| 2025  | Aram Hakobian                    | Nikólas Theodórou           | Nikólas Theodórou                                            | Nikólas Theodórou              |

## Palmarès de l'open du festival de Bienne
- 1968 : Edwin Bhend (Suisse)
- 1969 : Jan Timman
- 1970 : Predrag Ostojić
- 1971 : Stanimir Nikolić
- 1972 : Milan Vukić
- 1973 : Milan Vukic et János Flesch
- 1974 : Bela Soos (Roumanie)
- 1975 : Mišo Cebalo ; John Pigott (Angleterre) et David Parr (Australie)
- 1976 : Dragutin Šahović et Radovan Govedarica[41]
- 1977 : Miguel Quinteros
- 1978 : Charles Partos (Suisse)
- 1979 : Yehuda Gruenfeld et Jean Hébert
- 1980 : Israel Zilber (USA) ; Josip Rukavina (Yougoslavie) ; Beat Züger (Suisse) et Peter Scheeren (Pays-Bas)
- 1981 : Nathan Birnboim (Israël) ; Laszlo Karsa (Hongrie) ; Ron Henley et Eduard Meduna
- 1982 : Ivan Nemet (Yougoslavie)
- 1983 : Jaan Eslon (Suède)
- 1984 : Carlos García Palermo
- 1985 : Ian Rogers et Alon Greenfeld
- 1986 : Daniel Cámpora
- 1987 : Lev Gutman
- 1988 : Guennadi Kouzmine
- 1989 : Matthias Wahls
- 1990 : Viktor Gavrikov
- 1991 : Zurab Sturua
- 1992 : Alexander Shabalov
- 1993 : Vadim Milov
- 1994 : Utut Adianto
- 1995 : Igor Glek
- 1996 : Zurab Sturua (2e victoire)
- 1997 : Ildar Ibragimov
- 1998 : Miloš Pavlović
- 1999 : Vadim Milov (2e victoire)
- 2000 : Boris Avroukh
- 2001 : Boris Avroukh
- 2002 : Miloš Pavlović (2e victoire)
- 2003 : Mikhaïl Oulybine
- 2004 : Christian Bauer
- 2005 : Mikhaïl Kobalia
- 2006 : Bartosz Soćko
- 2007 : Mikhaïl Oulybine (2e victoire)
- 2008 : Vladimir Belov
- 2009 : Boris Gratchev
- 2010 : Aleksandr Riazantsev
- 2011 : Ni Hua
- 2012 : Igor Kournossov
- 2013 : Pentala Harikrishna
- 2014 : Baskaran Adhiban
- 2015 : Emil Sutovsky
- 2016 : Samuel Shankland
- 2017 : Mateusz Bartel
- 2018 : Suri Vaibhav
- 2019 : Amin Tabatabaei
- 2020 : Christian Bauer
- 2021 : Saleh Salem
- 2022 : Mahammad Muradli
- 2023 : Bu Xiangzhi
- 2024 : Rinat Jumabaev

### Sources
- Europe Échecs, n° 568, juillet-août 2007.
- Nicolas Giffard et Alain Biénabe, Le Nouveau Guide des échecs : Traité complet, Paris, Robert Laffont, coll. « Bouquins », 2009, 1701 p. (ISBN 978-2-221-11013-3), « Palmarès », p. 977-1054